# Francisco Hernández de Córdoba (fundador da Nicarágua)
Francisco Hernández de Córdoba (c. 1475  – 1526) foi um conquistador espanhol, capitão e chefe de expedição sob as ordens de Pedrarias Dávila. A moeda da Nicarágua, Córdoba, é nomeada em sua memória.

## Expedições
Em 1523 foi enviado por Pedro Arias Dávila a zona de costa do Pacífico, do que hoje é Nicarágua, onde fundou as cidades de Granada, à margem Sul oriental do lago Cocibolca ou Grande Lago de Nicarágua aos pés do vulcão Mombacho e León (anterior a atual León), na costa ocidental do Lago Manágua (ou lago Xolotlán) aos pés do vulcão Momotombo.
Por meio de seu tenente Ruy Díaz, fundou a vila de Bruselas, na Costa Rica. Hernández de Córdoba por sua vez lutou contra Cristóbal de Olid com o apoio de Hernán Cortés, que considerou Olid à revelia. Uma vez perdido o apoio de Cortés, Pedro Arias Dávila suspeitou que Hernández o havia traído, razão por que enviou uns navios para sua captura, que terminou com a decapitação de Hernández por ordem de Pedrarias.
A cabeça de Hernández de Córdoba foi fincada em uma estaca, ficando vários dias exposta à vista da população de León para logo ser
retirada e colocada em uma das ruas mais movimentadas da cidade como se fosse um farol, com uma vela acesa dentro do crânio para iluminar o caminho para os nobres pedestres que ali passavam. Cinco anos depois o corpo de Dávila seria sepultado junto ao de sua vítima.
Em 2000 os restos mortais de Francisco Hernández de Córdoba foram descobertos, junto aos de Pedro Arias Dávila (este identificado pela ausência de sua cabeça) no presbitério da Igreja da Merced na cidade de León. Ambos foram sepultados no Memorial dos Fundadores, construído nesse mesmo ano em um setor de sua antiga praça maior. Os restos de Hernández de Córdoba foram honrados pelo Exército da Nicarágua com 21 tiros de canhão e sepultados no lugar de honra do Memorial
 , enquanto que os restos mortais de Dávila foram sepultados aos pés do anterior.